# 229 (عدد)
229 هو عدد صحيح  طبيعي بين 228 و230

## في الرياضيات

### خصائص
- 229 عدد أولي
- 229 عدد فردي
- 229 عدد ناقص